# سفیدآب (خلخال)
سفیدآب یا اسبو، ایسبو روستایی در دهستان خورش رستم جنوبی بخش خورش رستم شهرستان خلخال استان اردبیل ایران است.

## جمعیت
بر پایه سرشماری عمومی نفوس و مسکن در سال ۱۳۹۵ جمعیت این روستا ۲۶۶ نفر (۹۱خانوار) بوده‌است.